# Kipp Lennon
Christopher (Kipp) Lennon (Venice, 12 maart 1960) is een Amerikaans zanger, een van de oprichters van de folkrockband Venice. Van deze band is hij voornamelijk de leadzanger.

## Familie
Kipp Lennon is de zoon van William en Isabelle Lennon, zijn echte naam is Christopher. De reden die hij geeft voor zijn bijnaam is: "Toen ik uit het ziekenhuis kwam, dus net was geboren, in maart 1960, noemde iedereen me "Chrissy". Dat doen mensen bij baby's. Je voegt er een e of een y aan toe als een troetelnaam. Mijn broertje Joe was drie jaar en kon nog geen "Chrissy" zeggen, hij noemde me steeds "Kippy". Mijn broer Dan van tien jaar oud, vond dat wel grappig, en vanaf die dag, vanaf mijn allereerste dag thuis, heette ik Kippy, en werd ik alleen nog Christopher genoemd door dokters, leraren, agenten en mijn moeder als ze boos op me was." 

Toen Kipp negen jaar was, werd zijn vader William Lennon vermoord. Chet Young, een stalker die geloofde getrouwd te zijn met Kipps zus Peggy, van de Lennon Sisters, vond dat de vader in de weg stond en moest worden omgebracht. Young schoot William Lennon neer op de parkeerplaats van de Marina del Rey golfbaan. Twee maanden later pleegde hij zelfmoord, met hetzelfde wapen. Later vond de familie een ongeopende brief met daarbij een foto van William Lennon met een geweer tegen zijn hoofd en de woorden High Noon, dat was het tijdstip van de moord.
Zijn vier oudere zusters vormen de Lennon Sisters, die bekend werden door het tv-programma Lawrence Welk Show.

## Muziek
Venice is opgericht in 1977, oorspronkelijk zette hij de band op met zijn neef Michael Lennon. In 1978 kwam ook Michaels broer Mark bij de band. Als laatste kwam Kipps eigen broer Pat in 1980 bij de band. Sindsdien hebben ze opgetreden en albums gemaakt. Sinds 1986 heeft hij met zijn band dertien albums gemaakt.
Kipp zingt ook voor de Pine Mountain Logs, een coverband. Deze band speelt alleen coverversies van rocknummers. Hij is niet de enige van Venice, die in deze band mee speelt.
Venice heeft een live-dvd: Venice, Live at the Royal Carre Theater. Kipp Lennon heeft één soloalbum, Boom Boom Party (CBS/Sony), in 1987.
Kipp zong met David Crosby op diens soloalbum Thousand Roads en ook Suspension, de tune van de film- en tv-serie Buck Rogers in the 25th Century.

## Film
Kipp zong Turn up the Radio, All Day, All Night en One Step Closer voor de Disneyfilm Double Switch.

## Televisie
Kipp heeft onder meer meegewerkt aan verschillende afleveringen van The Simpsons.